# I compagni
I compagni és una pel·lícula italiana del 1963 dirigida per Mario Monicelli.
La pel·lícula va ser escrita pel director juntament amb la parella Age & Scarpelli i va ser nominada als Premis Oscar de 1964 al Millor guió original. Es va estrenar al 35è Congrés del Partit Socialista Italià.

## Argument
Torí, finals del segle xix. En una fàbrica tèxtil, un altre accident greu empeny els treballadors a demanar millors condicions laborals. Quan la seva petició de reducció de la jornada de catorze a tretze hores és totalment ignorada, decideixen fer un gest demostratiu fent sonar la sirena al final del torn una hora abans, la qual cosa, però, només aconsegueix una multa i una suspensió per a Pautassos, l’autor material.
Aleshores, els treballadors organitzen una vaga, aprofitant l'experiència de l'expert professor Sinigaglia, que acaba d'arribar a la ciutat des de Gènova, buscat per la policia per agredir un funcionari públic durant una manifestació. Per resoldre la situació, la patronal està disposada a retirar la multa i la suspensió i a "perdonar" els treballadors influïts per "agitadors professionals", però els treballadors no poden acceptar una concessió tan modesta en comparació amb el nivell assolit ara per la protesta.
Davant la resistència dels obrers, que aguanten reforçats per la solidaritat mútua, els patrons arriben a cridar treballadors aturats d'una altra ciutat. Els vaguistes intenten bloquejar el tren que porta els esquirols, però durant els enfrontaments Pautasso perd tràgicament la vida. El professor. Sinigaglia, donada la seva història anterior, es veu obligat a amagar-se i troba un refugi acollidor a casa de la prostituta Niobe, filla d'un treballador que la va repudiar per la seva manera de vida.

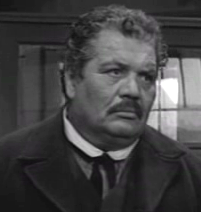
Folco Lulli, Nastro d'argento pel seu paper

Els treballadors en vaga, després de resistir durant un mes sencer, ara estan a punt de cedir, sense saber que han portat els patrons al punt de cedir primer. Mentre els treballadors ja han votat la represa de la feina, el prof. Sinigaglia abandona el seu còmode amagatall, s'arrisca a l'arrest per parlar amb els treballadors, arriba sense alè i aconsegueix reavivar en ells el desig de continuar la lluita amb la seva retòrica apassionada, que es fa ressò del discurs de Marc Antoni al Juli Cèsar de William Shakespeare. Esperonats per les paraules del professor, els treballadors marxen cap a la fàbrica per ocupar-la. Però la cavalleria, cridada per defensar la fàbrica, dispara contra la multitud i mata Omero, un dels treballadors més joves, només un nen, mentre finalment Sinigaglia és detingut.
El professor Sinigaglia, des de la presó, continua difonent les seves idees de progrés social, mentre altres treballadors com Raoul continuen la lluita. Els treballadors finalment tornen a la feina, derrotats. Entre ells el germà petit del nen assassinat, que va a ocupar el seu lloc.

## Repartiment
- Marcello Mastroianni: professor Sinigaglia
- Renato Salvatori: Raoul
- Annie Girardot: Niobe
- François Périer: mestre Di Meo
- Raffaella Carrà: Bianca
- Gabriella Giorgelli: Adele
- Folco Lulli: Pautasso
- Bernard Blier: Martinetti
- Vittorio Sanipoli: cavaller Baudet
- Mario Pisu: l'enginyer
- Kenneth Kove: Luigi
- Franco Ciolli: Omero
- Giampiero Albertini: Porro
- Pippo Starnazza: Bergamasco
- Piero Lulli
- Giulio Bosetti

## Crítica
Tot i que Monicelli la va preferir a la seva anterior i popular La gran guerra, la pel·lícula no va tenir èxit a casa.
El Dizionario Mereghetti la defineix com «un fresc espectacular, divertit i melancòlic sobre el naixent moviment obrer […] una emotiva recreació del socialisme de Torí a principis de segle».
El Dizionario Morandini critica les "parts febles on és evident la intenció de crear un ambient nacional-popular", que tendeixen a Edmondo De Amicis, però elogia les "parts vàlides plenes de veritat", fotografia de Rotunno i interpretació de Mastroianni.
El maig de 1964 Walter Reade-Sterling va estrenar una versió de la pel·lícula de 126 minuts; segons Bosley Crowther, aquesta versió és un "drama social senzill [que] resulta ser molt humà, compassiu i humorístic... Marcello Mastroianni... interpreta el paper principal amb una deliciosabarreja d'ardor, ingenuïtat i capritxositat. Destaca com l'intel·lectual idealista, miope i pèl esbullat que lidera un grapat de treballadors oprimits... en una revolta. Però tot es fa amb tanta veracitat i els altres papers són tan fortament interpretats o, almenys, tan representats gràficament que un se sent just enmig d'una d'aquelles manifestacions clàssiques en què va néixer el moviment obrer".
Stanley Kauffmann escrivint per a The New Republic anomenat I compagani 'molt interessant i molt arriscada'.
El 1964 el National Board of Review va situar la pel·lícula entre els "Les cinc millors pel·lícules estrangeres de l'any".

## Reconeixements
- Nastri d'argento 1964 – Premi a Folco Lulli com a millor actor secundari
- Astor d'or a la millor pel·lícula al Festival Internacional de Cinema de Mar del Plata
- Candidatura al Premis Oscar de 1964 per la Millor guió original a Age & Scarpelli i Mario Monicelli